# واهور واهترامائه
واهور واهترامائه (استونیایی: Vahur Vahtramäe؛ زادهٔ ۲۴ سپتامبر ۱۹۷۶) بازیکن فوتبال اهل استونی بود.
از باشگاه‌هایی که در آن بازی کرده‌است می‌توان به باشگاه فوتبال پایده لینامیسکوند، باشگاه فوتبال فلورا تالین، باشگاه فوتبال کورساره، باشگاه فوتبال ویلیاندی تولویک، باشگاه فوتبال تالینا کالو، و باشگاه فوتبال نورما تالین اشاره کرد.
وی همچنین در تیم ملی فوتبال استونی بازی کرده‌است.